# Mantophasma subsolana
Mantophasma subsolana (лат.) — вид африканских мантофазмид (Mantophasmatodea) из отряда тараканосверчков. Эндемик Танзании.

## Описание
Длина самца 17,5 мм. Тело светлое красновато-коричневое с красными пятнами (первоначальное описание было сделано на основании музейного голотипа, более полувека века хранившегося в коллекции зоомузея Стокгольма: найден в 1950 году в Танзании, горы Ufipa). Голова отчетливо угловатая на фронтальном виде. Нижнечелюстные щупики состоят из 5 члеников, а нижнегубные — из трёх. Усики длинные, нитевидные. Фасеточные глаза сильно выпуклые, оцеллий нет. Между глазами находятся три небольших бугорка (позади каждого основания усиков также есть выступы). Лапки 5-члениковые.
На основании одновременно описанных Mantophasma zephyra и вида Mantophasma subsolana (а также ископаемого †Raptophasma kerneggeri) в 2002 году был выделен новый отряд насекомых — Мантофазмиды (ныне в статусе подотряда в составе отряда тараканосверчков).

## Этимология
Видовое название M. subsolana было составлено на основе слова subsolanus (восточный ветер). Так как новый для 2002 года род насекомых был одновременно похож на представителей двух разных отрядов насекомых, то и родовое название Mantophasma было составлено на основе двух слов: mantises (сходство с богомолами, Mantodea) и Phasma, от др.-греч. φάσμα — «привидение», «призрак», «фантом» (сходство с палочниками, Phasmatodea). Описание сделали немецкие и датские энтомологи: Оливер Зомпро (Oliver Zompro), Йоахим Адис (Joachim Adis, оба из Max-Planck-Institut für Limnologie, Плён, ФРГ), Клаус Класс (Klaus-D. Klass, Staatliche Naturhistorische Sammlungen, Дрезден, ФРГ) и Нильс Кристенсен (Niels P. Kristensen, Zoological Museum, University of Copenhagen, Копенгаген, Дания).